# Родезія на літніх Олімпійських іграх 1960
Родезія брала участь в літній Олімпіаді в Римі, Італія.
Збірна Родезії взяла участь в Іграх після 32-річної перерви. Спортсмени з Південної Родезії також входили до складу збірної Родезії, в той час як Південна Родезія була складовою частиною Федерація Родезії та Ньясаленду (1953-1963).
Збірну країни представляли 5 жінок. Команда не завоювала жодної медалі. 